# Pallavolo ai XVII Giochi del Sud-est asiatico
La pallavolo ai XVII Giochi del Sud-est asiatico si è disputata durante la XVII edizione dei Giochi del Sud-est asiatico, che si è svolta a Singapore, in Singapore, nel 1993.

## Podi
| Evento                         | Oro       | Argento    | Bronzo    |
| Pallavolo maschile (dettagli)  | Indonesia | Thailandia | Singapore |
| Pallavolo femminile (dettagli) | Filippine | Thailandia | Indonesia |